# Хёрли, Даглас Джеральд
Даглас Джеральд Хёрли (англ. Douglas Gerald Hurley; род. 21 октября 1966, Эндикотт, Нью-Йорк) — американский астронавт и пилот корпуса морской пехоты. Участник двух полётов в качестве пилота шатлов «Индевор» (STS-127) и «Атлантис» (STS-135). Командир миссии SpaceX DM-2.
Даглас Хёрли родился в городе Эндикотт, но вырос в городе Апалачин, который и считает своим родным городом.

## Образование и научная карьера
Даглас Хёрли окончил Owego Free Academy в городе Qwego (штат Нью-Йорк) в 1984 году. В 1988 году Хёрли с отличием (оценка magna cum laude) окончил Тулейнский университет в Новом Орлеане и удостоился звания бакалавр в инженерных науках (civil engineering). Хёрли также прошел обучение по программам подготовки офицеров резерва флота (Naval Reserve Officers Training Corps) и школы подготовки офицеров корпуса морской пехоты (United States Marine Corps Officer Candidates School).

## Военная карьера
После обучения по программе подготовки офицеров резерва флота (Naval Reserve Officers Training Corps) при Тулейнском университете, в 1988 году Хёрли было присвоено звание лейтенанта корпуса морской пехоты. Хёрли продолжил военное образование в школе офицеров корпуса морской пехоты США на базе Куантико (Marine Corps Base Quantico) в штате Виргиния. Затем он продолжил авиационную подготовку на базе морской авиации в Пенсакола (Naval Air Station Pensacola), штат Флорида и в 1989 году лётную тренировку в Техасе. Хёрли также прошел обучение в школе лётчиков морской авиации (U.S. Navy Pilot Training). В августе 1991 года Хёрли стал лётчиком морской авиации.
Даглас Хёрли был направлен в учебную эскадрилью (Marine Fighter Attack Training Squadron 101) на базу корпуса морской пехоты Эль Торо (Marine Corps Air Station El Toro) в городе Ирвайн (Калифорния), где осваивал самолёт  F/A-18 Hornet. После обучения Хёрли был направлен в эскадрилью корпуса морской пехоты (Marine Fighter Attack Squadron 225). Во время прохождения службы Хёрли прошел обучение на курсах вооружения морской авиации (United States Marine Aviation Weapons), инструкторов тактики (Tactics Instructor Course), тактики морского дивизиона (Marine Division Tactics Course) и офицеров авиационной безопасности (Aviation Safety Officers Course) в военно-морской школе в Монтерейе (Калифорния). В течение четырёх с половиной лет Хёрли служил в качестве офицера по безопасности полётов и пилота-инструктора.
В январе 1997 года Хёрли был направлен для дальнейшего обучения в школу лётчиков-испытателей морской авиации (United States Naval Test Pilot School) на базе Патаксент Ривер (Naval Air Station Patuxent River) в Мэриленде. После окончания школы лётчиков-испытателей, в декабре 1997 года, Хёрли направлен в испытательную эскадрилью (Air Test and Evaluation Squadron 23) в качестве лётчика-испытателя. Даглас Хёрли стал первым лётчиком морской авиации, освоившим самолёт  F/A-18E/F Super Hornet.
Хёрли освоил более 25 типов самолётов и налетал более 4000 часов.

## Карьера астронавта
В отряд астронавтов Хёрли был принят 26 июля 2000 года. Обучение по специальности пилот шаттла он начал в августе 2000 года. В 2002 году Хёрли закончил двухгодичный курс и стал пилотом шаттла.
Во время подготовки к полётам, Хёрли был в группе поддержки астронавтов к полётам «Колумбия» STS-107 и «Дискавери» STS-121. Работал в группе космического центра имени Кеннеди по реконструкции катастрофы шаттла «Колумбия» и в отделе поддержки по выбору варианта космического корабля «Орион».
Хёрли был представителем НАСА в Центре подготовки космонавтов имени Гагарина в России.
В феврале 2008 года Хёрли был назначен пилотом шаттла «Индевор» STS-127. Полёт «Индевор» STS-127 состоялся в июле 2009 года, для астронавта это был первый космический полёт.
14 сентября 2010 года Даглас Хёрли был назначен пилотом последней миссии программы «Спейс шаттл». Последний полёт шаттла «Атлантис» STS-135 состоялся с 8 по 21 июля 2011 года.
9 июля 2015 года отобран в группу подготовки к испытательным полётам, и 3 августа 2018 года включён в экипаж первого пилотируемого полёта корабля Crew Dragon по программе SpaceX DM-2. С 27 мая 2019 года прошел недельную ознакомительную подготовку в ЦПК имени Ю. А. Гагарина[значимость факта?].

### Статистика
| # | Стартовый корабль     | Старт, UTC        | Экспедиция  | Корабль посадки       | Посадка, UTC      | Налёт                       | Выходы в открытый космос | Время в открытом космосе |
| - | --------------------- | ----------------- | ----------- | --------------------- | ----------------- | --------------------------- | ------------------------ | ------------------------ |
| 1 | Индевор               | 15.07.2009, 22:03 | STS-127     | Индевор               | 31.07.2009, 14:48 | 15 суток 16 часов 44 минуты | 0                        | 0                        |
| 2 | Атлантис              | 8.07.2011, 15:29  | STS-135     | Атлантис              | 21.07.2011, 09:57 | 12 суток 18 часов 28 минуты | 0                        | 0                        |
| 3 | Dragon 2 Индевор C206 | 30.05.2020, 19:22 | SpaceX DM-2 | Dragon 2 Индевор C206 | 02.08.2020, 18:48 | 63 суток 23 часа 25 минут   | 0                        | 0                        |
|   |                       |                   |             |                       |                   | 92 суток 10 часов 38 минут  | 0                        | 0                        |

## Семья
Супруга Дагласа Хёрли, Карен Найберг, также астронавт NASA. У них есть один ребёнок – сын.
Хёрли увлекается охотой, альпинизмом и участвует в гонках NASCAR.